# Олегер
Олеге́р Пре́сас (Презас) Рено́м (исп. Oleguer Presas Renom, кат. Oleguer Presas i Renom; род. 2 февраля 1980 года, Сабадель, Каталония) — испанский футболист, завершивший игровую карьеру, выступал на позиции защитника.

## Биография
Олегер начинал карьеру в скромном клубе «Лепанто» из своего родного города. В 1997 году он перешёл в «Граменет» и дебютировал в первой команде в 2001 году. В возрасте 21 года он получил приглашение в «Барселону Б», а за первую команду он впервые сыграл уже в 2002 году в матче Лиги Чемпионов против «Галатасарая». В следующем сезоне он играл в основном за вторую команду, но иногда привлекался к играм главной команды «Барселоны».
По-настоящему важным игроком для «Барселоны» он стал в сезоне 2004/05, когда команда спустя 6 лет вновь выиграла Примеру. Он быстрый и крепкий защитник, отлично вписывающийся в стиль игры команды и являющийся продолжателем долгой истории доморощенных каталонских талантов в «Барсе». Обычно Олегер играет на правом фланге обороны, но из-за травм центральных защитников в сезоне 2004/05 он часто составлял пару Карлесу Пуйолю в центре обороны. В сезоне 2005/06 Олегер боролся с Жулиано Беллетти за место правого защитника, являясь более оборонительной альтернативой нацеленному на атаку бразильцу. Тем не менее, в этом сезоне при достаточно высокой конкуренции в составе Олегер много играл, выполняя большой объём работы и демонстрируя поразительную надёжность.
Он стал предметом ряда споров в Испании после того, как в прессе появились слухи о его отказе выступить за национальную сборную страны из-за поддержки независимости Каталонии. В конце 2005 года Олегер принял участие в собрании ближайшего резерва национальной сборной Испании, после чего в прессе начались споры и обсуждения о его участии или неучастии в чемпионате мира 2006. Когда 3 мая 2006 года футболистам «Барселоны» вручили чемпионский трофей, Олегер праздновал победу, обернувшись в каталонский флаг.
15 мая 2006 года тренер сборной Испании Луис Арагонес не включил Олегера в состав национальной испанской сборной на Чемпионат мира в Германии. А уже 17 мая «Барса» обыграла «Арсенал» в финале Лиги Чемпионов. Олегер начинал этот матч в основном составе, но не сумел нейтрализовать Фредди Юнгберга, затерзавшего защиту «Барселоны» на фланге, и помешать Солу Кэмпбеллу забить гол. На 71-й минуте Олегера заменил Беллетти, забивший в итоге победный гол.
В конце июля 2008 года Олегер перешёл в нидерландский «Аякс».

## Достижения
«Барселона»
- Чемпион Испании: 2004/05, 2005/06
- Обладатель Суперкубка Испании: 2005, 2006
- Победитель Лиги Чемпионов: 2006

 «Аякс»
- Обладатель Кубка Нидерландов: 2010
- Чемпион Нидерландов: 2010/11

## Взгляды

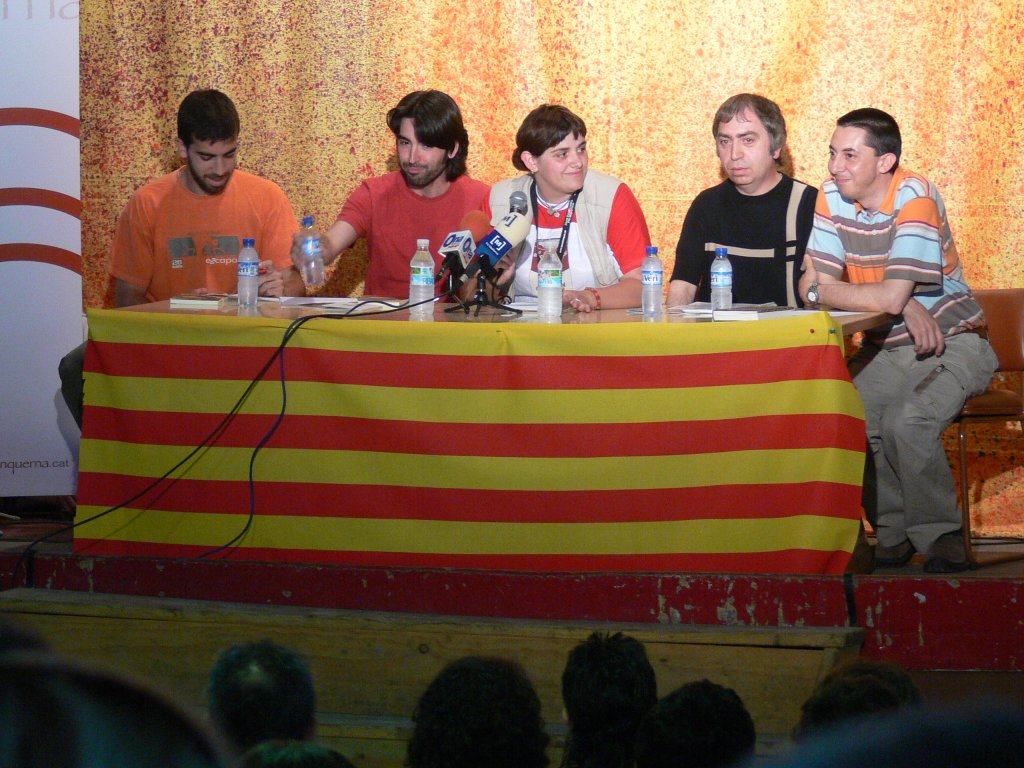
Презентация книги Олегера

Олегер изучал экономику в Автономном университете Барселоны. Он симпатизирует левым взглядам и поддерживает каталонское националистическое движение за независимость. Лидер сапатистов субкоманданте Маркос в 2005 году пригласил его принять участие в благотворительном матче в мексиканском штате Чьяпас.
30 марта 2006 года Олегер в соавторстве с писателем Роком Казарганом издал свою первую книгу с воспоминаниями детства, начала карьеры и первой победы в чемпионате Испании в сезоне 2004/05. Книга, получившая название «Путь на Итаку» (исп. Cami d’Itaca), касалась и более серьёзных вещей, таких как антифашистская борьба и участие предыдущего испанского правительства в войнах в Персидском заливе.
Его статья 2007 года для баскской газеты «Berria», в которой он ставил под сомнение независимость испанских судов и адекватность испанского правосудия, вызвала ожесточённые споры, а также критику со стороны руководителей клуба и расторжение контракта со спонсором — компанией Kelme.
В 2012 и 2015 годах Олегер выставлялся на выборах в парламент Каталонии по спискам коалиций вокруг радикальной левой партии «Кандидатура народного единства».